# Flikken (muziek)
De Flikken-muziek is kenmerkend voor de televisieserie Flikken. De muziek is een onderdeel van het format. Op dit punt verschillen Flikken en de afgeleide Nederlandse serie Flikken Maastricht. Voor Flikken Maastricht zijn geen speciale eindgenerieken geschreven. Ook is van de muziek nooit iets uitgebracht op cd.
Bij de eerste drie seizoenen zijn er bijbehorende albums uitgegeven. Na het derde seizoen werd hiermee gestopt. De reden daarvoor is niet bekend. Op de eerste twee albums hebben een aantal acteurs uit de televisieserie ook nummers gezongen. Dit waren Andrea Croonenberghs, Kadèr Gürbüz en Mark Tijsmans. Daarna is er nog een Best-Of album uitgebracht in 2005. Dit album is een verzameling van nummers tot en met serie zeven. Het enige wat hierna nog officieel is verschenen is het werk van Lunascape.
Op de website van één werd voor het uitzenden van seizoen acht aangekondigd dat op muzikaal gebied het roer volledig wordt omgegooid. De muziek werd niet langer meer door Fonny De Wulf gecomponeerd en geproduceerd. Zijn rol werd overgenomen door Bart Ketelaere. De eindgeneriek van seizoen acht werd verzorgd door Koen Buyse (Zornik). Hij schreef vijf nummers waarvan All That We Have het belangrijkste was. De andere nummers heten Dancing With a Fool en I Didn't Know You. Deze nummers zijn niet uitgebracht.
Voor de eindgeneriek van seizoen negen zorgt Lunascape. Op een speciale editie van hun album Innerside zijn de vijf nummers uitgebracht die te horen waren in de televisieserie. Surrender is de titelsong van het vijftal uitgebracht nummers. De andere vier nummers waren als volgt getiteld Secret Lies, Burning Circles, Mesmerizing Chemistry en Renegade.
De muziek voor het tiende en laatste seizoen is verzorgd door Sweet Coffee. In totaal maakten ze vijf nummers voor het seizoen. Het nummer Treshold werd de eindgeneriek. De overige nummers heten Lost without, Again, So easy en We own the night. Net als bij seizoen acht is deze muziek niet uitgebracht.

## Titelsongs
Tijdens het eerste seizoen was aan het eind elke keer een ander nummer te horen als afsluiting van de aflevering. Na het eerste seizoen veranderde dit. Voor alle volgende seizoenen werden nog steeds meerdere nummers opgenomen. Er werd echter een van de nummers tot titelsong van het betreffende seizoen gemaakt.
| Serie | Titel                                   | Muzikant            |
| ----- | --------------------------------------- | ------------------- |
| 2     | Talk 2 me                               | Raf Van Brussel     |
| 3     | What I need                             | Sarah               |
| 4     | Heaven can wait                         | Dirk Cassiers       |
| 5     | Goodbye (Sofie's Song) & King of Sorrow | Piet Van den Heuvel |
| 6     | Let me take you though the night        | Peter Evrard        |
| 7     | Kalima Kadara                           | Laïs                |
| 8     | All That We Have                        | Koen Buyse          |
| 9     | Surrender                               | Lunascape           |
| 10    | Treshold                                | Sweet Coffee        |

## Flikken
1. Flikken (Generiek) - Fonny De Wulf (1:25) instrumentaal
2. Run - Raf Van Brussel (3:26)
3. A Million Paper Flowers - Andrea Croonenberghs (4:30)
4. Little Girl - Robert Mosuse (3:12)
5. I Know Someday - Jutta Moez (3:04)
6. Britt's Theme - Fonny De Wulf (3:11) instrumentaal
7. The Pain Album - Bea Van der Maat (3:18)
8. Sweetest Thing Ever - Chris Van Tongelen (3:38)
9. Each And Every Day - Peter Elkins (3:26)
10. Çiçekler Gibi Kokla - Kadèr Gürbüz (3:09)
11. One - O - One - Fonny De Wulf (3:17) instrumentaal
12. I'll Be Your Morning Sky - Mark Tijsmans (3:42)
13. Do You Love Me? - Robert Mosuse & Nathalie-Jane Krits (3:57)
14. All Of My Heart - Flikken band (3:31)
15. Flikken (Epiloog) - Fonny De Wulf (2:59) instrumentaal

## Flikken 2
1. Talk 2 Me - Raf Van Brussel (3:17)
2. Innocent Child Of Mine - Barbara Dex (4:09)
3. Separation - Fonny De Wulf (1:42) instrumentaal
4. Save Me - Raf Van Brussel (3:03)
5. You Mean Everything To Me - Geena Lisa (2:57)
6. Having The Time Of Our Lives - Mark Tijsmans (3:32)
7. Tahira's Theme - Fonny De Wulf (3:31) instrumentaal
8. It Should Have Been Me - Jutta MoèZ (3:47)
9. Tony's Theme - Fonny De Wulf (3:17) instrumentaal
10. Keep Up The Fight - Mark Tijsmans (2:56)
11. Talk 2 Me - Raf Van Brussel (3:26) akoestisch
12. Flikken - Fonny De Wulf (1:20) instrumentaal

## Flikken 3
1. Heaven can wait - Dirk Cassiers
2. The first day - Raf Van Brussel
3. Blue over you - M'Lina
4. Romantic fools - Dieter Troubleyn
5. What I need - Sarah
6. She got found - Guy Swinnen
7. One day - Patsy Verfaillie
8. I will go - Fonny De Wulf
9. Love is - Chris Van Tongelen
10. Around in circles - Piet Van Den Heuvel
11. Partners (Just me and you) - Fonny De Wulf
12. Heaven can wait - Dirk Cassiers (ballad versie)
13. Ghent by night - Fonny De Wulf
14. Belfort blues - Fonny De Wulf
15. Themes from flikken (1) - Fonny De Wulf
16. Themes from flikken (2) - Fonny De Wulf
17. Themes from flikken (3) - Fonny De Wulf
18. Themes from flikken (4) - Fonny De Wulf
19. Themes from flikken (5) - Fonny De Wulf
20. Themes from flikken (6) - Fonny De Wulf

## Het Beste Uit Flikken
Dit album is een combinatie van muziek uit de afgelopen drie seizoenen en een aantal nieuwe nummers. Dit album wordt met een dvd geleverd waar onder andere een aantal trailers opstaan.
1. Kalima Kadara - Laïs (3:11) eindgeneriek seizoen zeven
2. Talk 2 Me - Raf Van Brussel (3:16)
3. What I Need - Sarah (3:22)
4. Goodbye (Sofie's Song) - Piet Van Den Heuvel (2:48)
5. Will You Stay - Jutta Borms & Fonny De Wulf (3:20)
6. Having The Time Of Our Lives - Mark Tijsmans (3:33)
7. She Got Found - Guy Swinnen (3:43)
8. You Mean Evrything To Me - Geena Lisa (2:57)
9. Blue Over You - M'Lina (4:02)
10. Let Me Take You Through The Night - Peter Evrard (3:15) eindgeneriek seizoen zes
11. Merel (Thema) - Fonny De Wulf (3:27) instrumentaal
12. Çiçekler Gibi Kokla - Kadèr Gürbüz (3:10)
13. Around In Circles - Piet Van Den Heuvel (4:43)
14. Little Girl - Robert Mosuse (3:14)
15. Just Me & You (Partners) - Jutta Borms & Fonny De Wulf (1:50)
16. Heaven Can Wait - Dirk Cassiers (3:13)
17. King Of Sorrow - Piet Van Den Heuvel (3:16)
18. Innocent Child Of Mine - Barbara Dex (4:09)
19. A Million Paper Flowers - Andrea Croonenberghs (4:32)
20. I Miss You - Jutta Borms (2:33)
21. Flikken - Fonny De Wulf (0:48) (Begingeneriek)

 Lijst van afleveringen

Flikken (muziek) · Flikkendag · Flikken (spel)

Flikken Maastricht · De overloper (telefilm)